# Lenka Filipová
Lenka Filipová (* 14. února 1954 Praha) je česká zpěvačka, šansoniérka, kytaristka, hudební skladatelka a textařka.

## Život
Pochází z uměleckého prostředí, její otec Adolf Filip absolvent DAMU, byl pražský divadelní herec a operní pěvec, matka pracovala jako učitelka hudební výchovy, při které používala kytaru. Lenka byla již od mládí předurčena stát se kytaristkou. Hru na kytaru pak také vystudovala u Štěpána Urbana a Milana Zelenky na konzervatoři v Praze. Při hře na kytaru si ráda zpívala. Od mládí byla v tomto směru úspěšná, již v šestnácti letech vyjela s Brněnským rozhlasovým souborem lidových nástrojů (BROLN) na své první zahraniční turné do USA a Kanady. Během studií si přivydělávala jako moderátorka i zpěvačka. Byla dobrá šansoniérka, interpretovala poezii Vítězslava Nezvala, kterou zhudebnil její kamarád, hudební skladatel a kytarový virtuóz Štěpán Rak. Hostovala i se skupinou Spirituál kvintet. V letech 1973–1975 se objevila i na prknech Divadla Semafor ve hrách Miloslava Šimka. Na podzim 1974 hostovala v koncertním programu Karla Gotta. Poté byla asi rok a půl druhou zpěvačkou Orchestru Karla Vágnera (vedle „jedničky“ Hany Zagorové). V té době jí také vyšly její první gramofonové desky. V letech 1979 až 1981 vystupovala se skupinou Flop Karla Zicha, vystupovala v pražském music-hallu Alhambra.
Dále se vzdělávala a zdokonalovala ve hře na kytaru, v roce 1976 absolvovala kurzy v Mezinárodní hudební akademii v Paříži. V Paříži občas vystupovala ve studentských klubech. Stala se i hostem francouzské noční rozhlasové show na stanici France-Inter. Přátelila se s lidmi z pařížské Olympie, ve Francii natočila i dvě SP desky. Nejznámější písní z té doby je píseň Zamilovaná, která pochází z pera Francise Cabrela. Tato píseň byla posléze úspěšná natolik i v českých zemích, že dala název jejímu prvnímu gramofonovému albu, které vyšlo pod tímto názvem v roce 1981 u firmy Supraphon. V roce 1984 sestavila vlastní doprovodnou skupinu Domino, v jejím repertoáru začal postupně převažovat střední proud. Publikum vždy poměrně dobře přijímalo její písně zpívané ve francouzštině, své koncerty také vždy doplňovala a ozvláštňovala sólovými kytarovými hudebními vložkami.
V roce 1988 dostala nabídku zúčastnit se soutěže Eurovize, kde měla interpretovat píseň Ne partez pas sans moi ve francouzštině od švýcarského skladatele a zastupovat Švýcarsko. V Československu ale nedostala povolení vycestovat, protože prý nemůže zastupovat cizí zemi. Náhradnicí se narychlo stala Céline Dion, která v té době byla začínající zpěvačkou a s touto písní Eurovizi vyhrála, čímž nastartovala svou kariéru.
Lenka Filipová si po léta pečlivě pěstovala image sympatické, hudbymilovné a inteligentní dívky či kultivované a atraktivní mladé ženy. Nikdy také zcela neopustila svoji původní profesi klasické sólové kytaristky, což nakonec vyústilo v několik LP desek věnovaných pouze klasické kytarové hudbě. Příznivý ohlas měly i její písničky věnované dětskému publiku. To vše ji vyneslo až do první desítky v popularitě českých zpěvaček v anketě Zlatý slavík. Dostalo se jí i celé řady mezinárodních uznání a ocenění. Během své kariéry vystupovala kromě Evropy také v Japonsku, USA, Kanadě nebo Austrálii.
Věnuje se také hře na elektrofonickou kytaru a je stále umělecky aktivní. Na svých webových stránkách vytvořila kytarovou školu. Kvůli zdravotním problémům musela v roce 2016 přerušit téměř na rok koncertování. Poté, co se seznámila s britským virtuosem ve hře na keltskou harfu Seanem Barrym, začala do svého repertoáru zařazovat vybrané keltské balady. V roce 2018 vydala ve spolupráci s Barrym album Oppidum s keltskou hudbou. Na desce zpívá v pěti jazycích – v angličtině, ve staré bretonštině, v jazyce gaelic a v irském a skotském jazyce.
Lenka Filipová byla vdaná za architekta Borise Drbala, který po 34 letech manželství podal žádost o rozvod. Dcera Lenny, také zpěvačka, ji několik let v kapele doprovázela na klavír.

## Diskografie

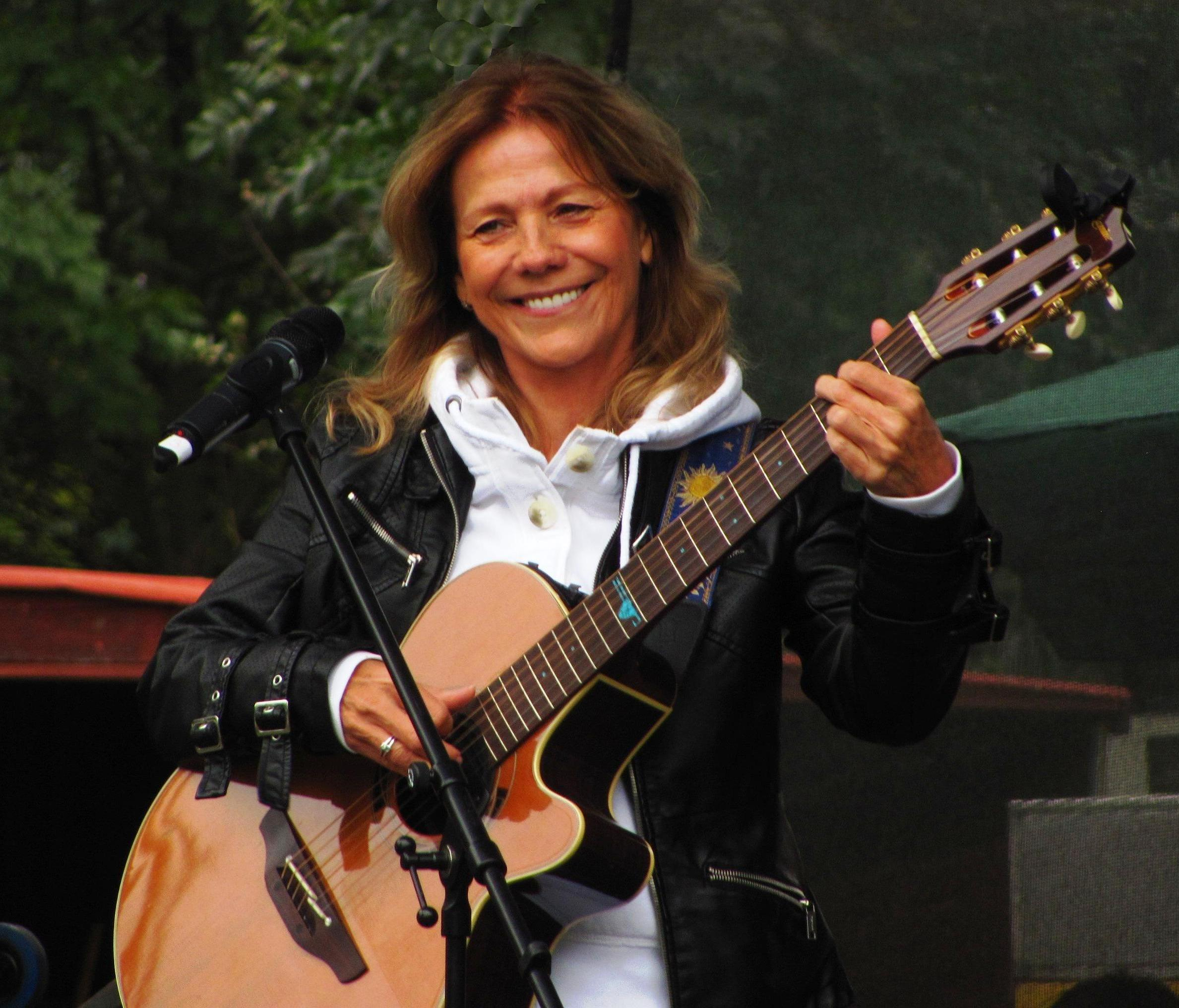
Lenka Filipová na akci Superden Helppes v Praze 5 v roce 2012

### Gramofonové desky
- LP Zamilovaná – Supraphon 1981
- LP Quo vadis – Supraphon/Artia 1983
- LP Lenka – Supraphon 1984
- LP Řeka života – Supraphon 1986
- LP Částečné zatmění srdce – Supraphon 1988
- LP Lenka vypravuje pohádky z kytary – Supraphon 1989
- LP Concertino 1 – Supraphon 1990
- LP Pocit 258 – Supraphon 1990
- LP 1982–1992 – Supraphon 1992

### CD
- Concertino II. – Philips 1995
- Svět se zbláznil – PolyGram 1997
- Lidové písničky – PolyGram 1998
- Za všechno může čas – Universal 1999
- Tisíc způsobů jak zabít lásku – Universal 2003
- The best of Lenka Filipová – Universal 2005
- Lenka Filipová Live  – Universal 2008
- Concertino 2010 – 2010
- Concertino Live – 2013
- Oppidum – 2018

### Kompilace
- 1985 Nejhezčí dárek/Nejhezčí dárek – Supraphon SU 11433 148, SP – 50 zpěváků (zpěváci uvedeni v článku: Jiří Zmožek)
- 1986 Nejhezčí dárek – Jiří Zmožek (2) – Supraphon SU 1113 4368, LP
- 2005 The Best Of (2 CD)
- 2014 Best Of – CD Edice (3 CD)
- 2015 Best Of – LP Edice (2 LP)